# Dysphania

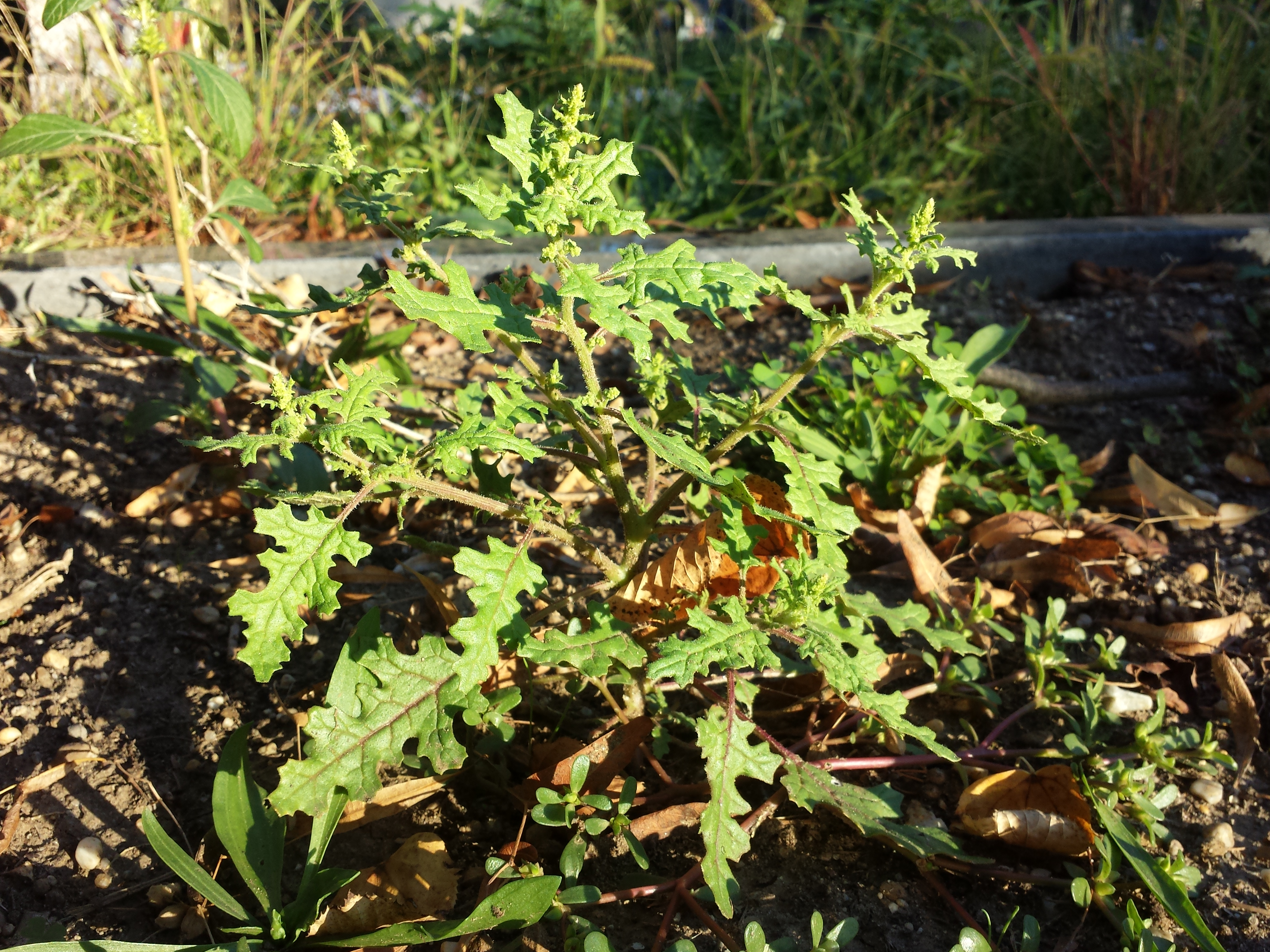
Komosa wonna

Dysphania – rodzaj roślin z rodziny szarłatowatych. Obejmuje 44 gatunki. Rośliny te występują na całym świecie z wyjątkiem obszarów okołobiegunowych, ale na wielu obszarach tylko jako introdukowane (w środkowej i północnej Europie, w środkowej i północnej części Ameryki Północnej, w północnej i zachodniej Afryce, na wschodnich krańcach Azji i wyspach Archipelagu Malajskiego oraz na Madagaskarze). Największe zróżnicowanie rodzaju występuje w Australii, gdzie rośnie 17 gatunków, poza tym większość gatunków rośnie w strefie międzyzwrotnikowej. Do najszerzej rozprzestrzenionych gatunków należy komosa piżmowa D. ambrosioides pochodząca z kontynentów amerykańskich. W Polsce gatunek ten jest tylko przejściowo zawlekany (ma status efemerofita), trwale już zadomowione są trzy inne gatunki: komosa wonna D. botrys, komosa australijska D. pumilio i komosa śmierdząca D. schraderiana.
Komosa piżmowa wykorzystywana jest jako roślina lecznicza, do odrobaczania, owoce są dodawane jako przyprawa do potraw z ryżu i fasoli. Podobnie jako roślinę leczniczą i przyprawę wykorzystuje się D. incisa.

## Morfologia

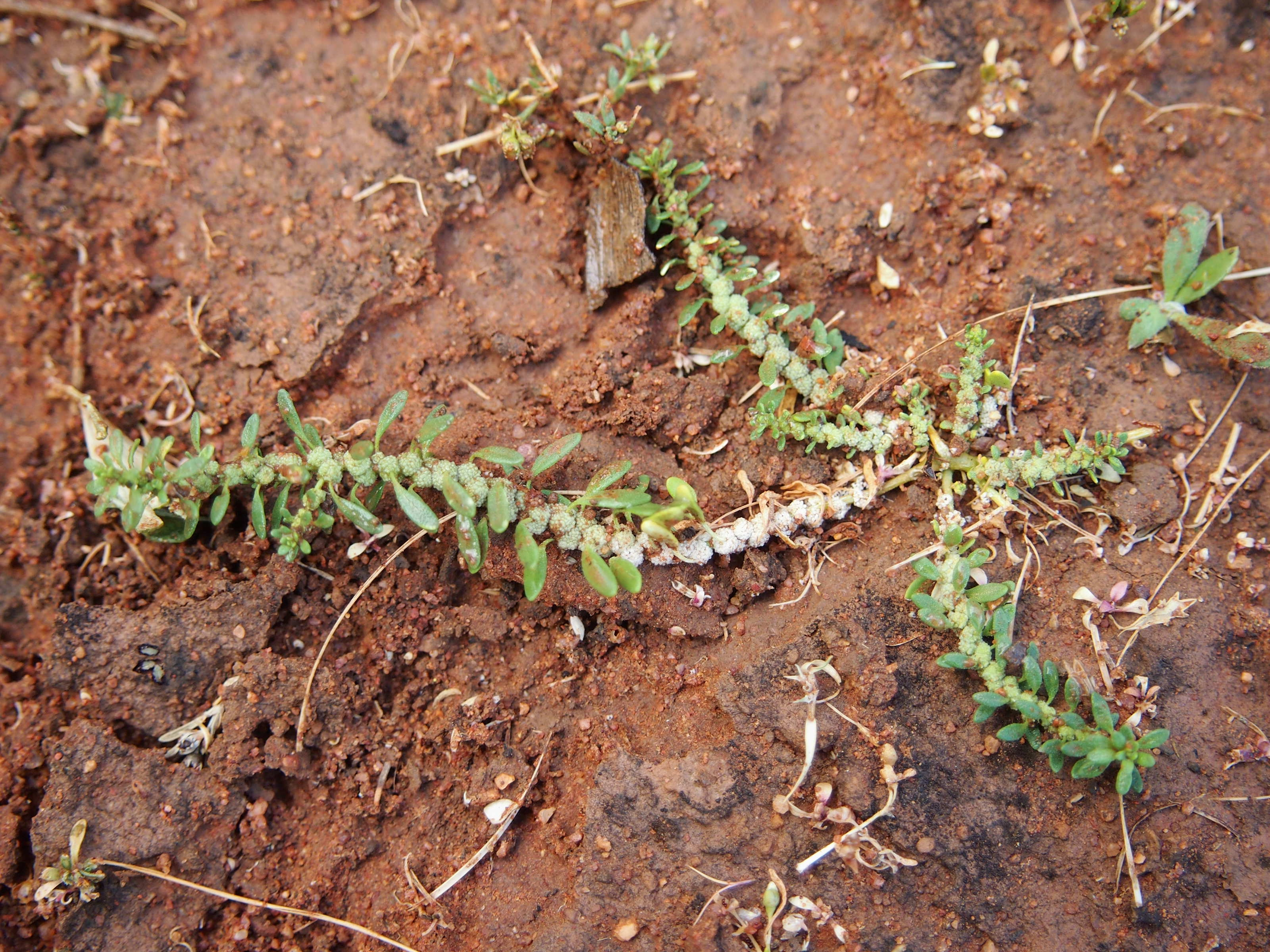
Dysphania littoralis

PokrójRośliny jednoroczne i niezbyt długo żyjące byliny o pędzie pokrytym gruczołkami, czasem też wielokomórkowymi włoskami, rzadziej łysiejące lub omączone. Pędy nie są mięsiste, zwykle są rozgałęzione, prosto wzniesione, podnoszące się lub płożące.
LiścieSkrętoległe, ogonkowe, równowąskie, lancetowate do jajowatych lub eliptycznych, całobrzegie, piłkowane lub ząbkowane, bardzo często pierzasto klapowane, na wierzchołku tępe lub zaostrzone.
KwiatyObupłciowe, rzadko jednopłciowe zebrane w szczytowe kwiatostany w postaci pojedynczych lub złożonych luźnych wierzchotek lub gęsto skupionych kłębików. W kwiatostanach podsadek brak, ale kwiaty skupione w pęczkach zwykle wsparte są zredukowanymi liśćmi. Listków okwiatu jest od jednego do 5, są one wolne lub zrośnięte w różnym stopniu. Pręcików jest od 1 do 5. Zalążnia jest górna, złożona z 1–3 owocolistków i takiej samej liczby znamion wieńczących cienką szyjkę słupka.
OwoceJednonasienne orzeszki o owocni przylegającej lub odstającej od łupiny nasiennej. Owoce zamknięte są w okwiecie. Nasiona są kulistawe lub soczewkowate, gładkie lub pomarszczone, od czerwonobrązowych do czarnych.

## Systematyka
Rodzaj z rodziny szarłatowatych Amaranthaceae w jej szerokim ujęciu (obejmującym komosowate Chenopodiaceae). W obrębie rodziny rodzaj należy do podrodziny komosowych Chenopodioideae i plemienia Dysphanieae.
Rodzaj wyodrębniany był w niektórych ujęciach systematycznych jeszcze przed molekularnymi analizami filogenetycznymi na podstawie obecności gruczołków i aromatycznych metabolitów wtórnych, nie występujących u innych roślin zaliczanych do szeroko ujmowanego rodzaju komosa Chenopodium. Analizy molekularne potwierdziły, że tradycyjne szerokie ujęcie rodzaju Chenopodium nie jest monofiletyczne. W wąskim ujęciu jest on siostrzany względem plemienia Atripliceae, podczas gdy szereg gatunków tworzy starsze linie rozwojowe wobec całej tej grupy wyodrębnione jako rodzaje: Blitum, Chenopodiastrum, Lipandra, Oxybasis. Gatunki zaliczane w szerokim ujęciu rodzaju Chenopodium do podrodzaju subg. Ambrosia włączone zostały do rodzaju Dysphania, który tworzy wraz z trzema monotypowymi rodzajami osobne plemię Dysphanieae. Przed rozszerzeniem ujęcia rodzaju Dysphania zaliczano do niego kilkanaście gatunków rosnących głównie w Australii i Nowej Zelandii. Bliskie pokrewieństwo i celowość połączenia australijskiego rodzaju Dysphania z podrodzajem Ambrosia z rodzaju komosa określane jest jako „oczywiste”. Plemię Dysphanieae jest siostrzane względem plemienia Axyrideae (m.in. z rodzajem świniochwast Axyris).
Wykaz gatunków
- Dysphania ambrosioides (L.) Mosyakin & Clemants – komosa piżmowa
- Dysphania anthelmintica (L.) Mosyakin & Clemants
- Dysphania bhutanica Sukhor.
- Dysphania bonariensis (Hook.f.) Mosyakin & Clemants ex Sukhor.
- Dysphania × bontei (Aellen) Stace
- Dysphania botrys (L.) Mosyakin & Clemants – komosa wonna
- Dysphania burkartii (Aellen) Mosyakin & Clemants
- Dysphania carinata (R.Br.) Mosyakin & Clemants
- Dysphania chilensis (Schrad.) Mosyakin & Clemants
- Dysphania × christii (Aellen) Stace
- Dysphania congestiflora S.J.Dillon & A.S.Markey
- Dysphania congolana (Hauman) Mosyakin & Clemants
- Dysphania cristata (F.Muell.) Mosyakin & Clemants
- Dysphania dissecta (Moq.) Mosyakin & Clemants
- Dysphania geoffreyi Sukhor.
- Dysphania glandulosa Paul G.Wilson
- Dysphania glomulifera (Nees) Paul G.Wilson
- Dysphania himalaica Uotila
- Dysphania incisa (Poir.) ined.
- Dysphania kalpari Paul G.Wilson
- Dysphania kitiae Uotila
- Dysphania littoralis R.Br.
- Dysphania melanocarpa (J.M.Black) Mosyakin & Clemants
- Dysphania minuata (Aellen) Mosyakin & Clemants
- Dysphania multifida (L.) Mosyakin & Clemants
- Dysphania neglecta Sukhor.
- Dysphania nepalensis (Link ex Colla) Mosyakin & Clemants
- Dysphania oblanceolata (Speg.) Mosyakin & Clemants
- Dysphania plantaginella F.Muell.
- Dysphania platycarpa Paul G.Wilson
- Dysphania procera (Hochst. ex Moq.) Mosyakin & Clemants
- Dysphania pseudomultiflora (Murray) Verloove & Lambinon
- Dysphania pumilio (R.Br.) Mosyakin & Clemants – komosa australijska
- Dysphania pusilla Mosyakin & Clemants
- Dysphania retusa (Moq.) Mosyakin & Clemants ex Brignone
- Dysphania rhadinostachya (F.Muell.) A.J.Scott
- Dysphania saxatilis (Paul G.Wilson) Mosyakin & Clemants
- Dysphania schraderiana (Schult.) Mosyakin & Clemants – komosa śmierdząca
- Dysphania simulans F.Muell. & Tate
- Dysphania sphaerosperma Paul G.Wilson
- Dysphania stellata (S.Watson) Mosyakin & Clemants
- Dysphania tibetica (A.J.Li) Uotila
- Dysphania tomentosa (Thouars) Mosyakin & Clemants
- Dysphania truncata (Paul G.Wilson) Mosyakin & Clemants
- Dysphania valida Paul G.Wilson
- Dysphania venturii (Aellen) Mosyakin & Clemants